# Гермес Конрад
Гермес Конрад (англ. Hermes Conrad) — трудоголик-бюрократ и бухгалтер в Planet Express. Он родом с Ямайки и говорит с сильным акцентом. Он управляет бизнесом по доставке Planet Express, в обязанности которого входит оплата счетов, выдача юридических отказов и уведомление ближайших родственников. Гермес с большим энтузиазмом относится к  Лимбо и когда-то был олимпийским спортсменом по лимбо.

## Описание
В юности представлял Землю на Олимпийских играх 2980 года, став чемпионом на 500-метровке лимбо. Но он расстался с большим спортом после трагического инцидента, когда его фанат выскочил на поле и решил повторить его подвиг. Планка была слишком низко и парень сломал себе позвоночник. Гермес не смог этого перенести и из-за психологической травмы больше не занимался лимбо.  Хотя на Олимпиаде-3004 всё же вышел на старт, и с помощью изобретения профессора Фарнсворта, пытался вновь победить, но даже суперкостюм не смог удержать живот, который он отъел за 24 года без тренировок.
Гермес часто отчитывает персонал за недостаточную усердную работу и сильно недолюбливает Зойдберг, часто относясь к нему как к «вещи», а не как к человеку. Зойдберг обычно не обращает на это внимания, считая Гермеса своим другом, но, узнав правду в эпизоде «Чувак на шесть миллионов», он бессердечно критикует Гермеса за его отношение к нему. Более поздние эпизоды показывают, как они строят непростые отношения, и Гермес медленно смягчается по отношению к Зойдбергу.
Несмотря на его презрение к большинству своих коллег, позже он изображается как один из самых сострадательных персонажей в сериале и, кажется, питает слабость к Бендеру . В эпизоде 6-го сезона «Смертельная инспекция» выясняется, что Гермес работал на заводе роботов в Тихуане, Мексика, где был построен Бендер, в качестве инспектора № 5, проверяя роботов на наличие дефектов, когда они сходили с производственной линии. Бендер был построен без резервного модуля, но сострадание Гермеса к маленькому роботу заставило его отменить «дефектную» оценку Бендера и дать ему шанс на жизнь. После этого он подал заявление об увольнении, а затем уничтожил все доказательства своей работы там, чтобы помешать Бендеру узнать правду, едва не погибнув в процессе. В конце эпизода он улыбается, наблюдая, как горит его личное дело. В эпизоде «Как Гермес конфисковал назад любимую рутину» он рискует своей бюрократической лицензией сортируя огромную кучу неотсортированных посланий пневмопочты, чтобы вернуть мозг Бендера..
Любимое занятие: Перекладывать бумаги с места на место и ставить штампы. Любит бананы. Предпочитает отдых, как он говорит, «по-ямайски» — выпить топлёного молока и лечь спать. Его повадки дают повод полагать, что Гермес употребляет марихуану.

## Внешность
Обычно Гермес одет в костюм грязно-зеленого цвета, состоящий из куртки-пиджака и прямых брюк. На нем всегда белая рубашка с двумя пуговицами и красно-фиолетовый ремень-шнурок. На ногах - красные ботинки, также Гермес носит прямоугольные очки. И очень много ест острого

## Семья
Гермес женат на ЛаБарбаре Конрад, от которой у него есть сын Двайт. ЛаБарбара ранее была замужем на бывшим сопернике Гермеса по Лимбо, Барбадосе Слиме  и воссоединялась с Барбадосом, когда Гермес был временно обезглавлен в фильме « Большой куш Бендера». Гермес также страдает избыточным весом, вызванным более чем тремя десятилетиями переедания, включая козье карри ЛаБарбары , из-за которого его кожа стала слишком острой и кислой для употребления другими.